# Dear Darling
「Dear Darling」（ディア・ダーリング）は、今井麻美の楽曲。紅雨が作詞、宮崎誠が作曲を手掛けた。今井の10枚目のシングルとして2013年3月27日に5pb.Recordsから発売された。

## 背景・音楽性
10thシングルのリリース情報は3rdアルバム『Precious Sounds』の発売前にプロデューサーがノンタイアップの3曲入りシングルの話をしたことで持ち上がった。本作は10thシングルということもあり今井は自身の集大成として位置付けている。制作は、2012年11月に沖縄のガンガラーの谷ケイブカフェで行われた「今井麻美 沖縄アコースティックライブ」と並行して行われた。初披露は2012年12月22日にSHIBUYA-AXにて開催された「今井麻美 5thソロライブ"Precious Sounds"」で歌われた。
本曲は好きな人にキスをする気持ちを歌ったた甘酸っぱくかわいい曲に仕上がっている。歌詞は今井が即決で選んだものが採用されたが、今井のイメージとかけ離れていたためスタッフに驚かれたという。そのため彼女自身「やっちゃった」と語っている。なおレコーディング時は15歳位を意識して歌った後空を仰ぎ、そして悪かった所を修正しながら行われた歌ったという。
PVでは、自室と野外でそれぞれ風船が登場しているが、野外では今井が風船を飛ばしている。PVはシングルには同梱されていないが、YouTubeに2013年3月15日からアップロードされている。

### キャッチコピー
2人の距離は何センチ？

## シングルリリース
2013年3月27日に5pb.Recordsから発売された。今井のシングルとしては前作「Limited Love」から8か月ぶりのリリースとなる。
表題曲は、テレビ番組『アニメTV』の？月度エンディングテーマに使用された。2曲目「旅人」は、アンデス山脈周辺の民族音楽であるフォルクローレ風の曲のため、ケーナやチャランゴといったアンデスの民族楽器を取り入れたという。歌詞は、森由里子にアンデス系のアレンジと恋愛を除いた旅的なものにするよう依頼したが、完成した詞を見た瞬間今井は、森が今井自身を妹のように感じたことが森と今井自身の感覚の共有に繋がると考え、あたかも今井が旅をしているような感覚になったという。2番の「この静かな草原で遠い日に争いがあった」は、レコーディング前後にアルジェリア騒乱が発生したこともあり、「争い」について考えさせられて感銘を受けたことを明かしており、他方「祈りを〜」で始まる個所は、今井自身の歌手活動に対し感謝と同時に感動したという。そのためレコーディング終了時に今井は森に対する感謝の気持ちを伝えため、森が彼女に「祈りを〜」の箇所が今井そのものであることを告げたという。ちなみに今井は当曲を歌った直後、自身の終末がくることを実感したという。
3曲目「海月 〜Jellyfish〜」は、神秘的なバラードソング。

## シングル収録内容
| #         | タイトル                                                               | 作詞      | 作曲      | 編曲      | 時間  |
| --------- | ---------------------------------------------------------------------- | --------- | --------- | --------- | ----- |
| 1.        | 「Dear Darling」(テレビ番組『アニメTV』2013年？月度エンディングテーマ) | 紅雨      | 宮崎誠    | 宮崎誠    | 4:23  |
| 2.        | 「旅人」                                                               | 森由里子  | 椎名豪    | 幡手康隆  | 4:55  |
| 3.        | 「海月 〜Jellyfish〜」                                                 | 青Yりんご | 濱田智之  | 濱田智之  | 6:21  |
| 4.        | 「Dear Darling -off vocal-」                                           | 紅雨      | 宮崎誠    | 宮崎誠    | 4:22  |
| 5.        | 「旅人 -off vocal-」                                                   |           |           |           | 4:55  |
| 6.        | 「海月 〜Jellyfish〜 -off vocal-」                                     |           |           |           | 6:20  |
| 合計時間: | 合計時間:                                                              | 合計時間: | 合計時間: | 合計時間: | 31:18 |

## 収録アルバム
| 曲名         | 収録アルバム     | 発売日         | 備考                  |
| ------------ | ---------------- | -------------- | --------------------- |
| Dear Darling | 『この雲の果て』 | 2013年11月27日 | 4thオリジナルアルバム |

## チャート
| チャート（2013年）                | 最高位 |
| --------------------------------- | ------ |
| オリコン                          | 35     |
| Billboard JAPAN Hot Singles Sales | 33     |